# Michel Delebarre
Michel Delebarre (ur. 27 kwietnia 1946 w Bailleul, zm. 9 kwietnia 2022 w Lille) – francuski polityk, parlamentarzysta, minister w kilku rządach, działacz Partii Socjalistycznej.

## Życiorys
Ukończył studia geograficzne, kształcił się także w zakresie historii. Od 1971 pracował w administracji regionalnej Nord-Pas-de-Calais, następnie miejskiej w Lille. Od 1981 był asystentem, a w latach 1982–1984 dyrektorem biura premiera Pierre’a Mauroy.
Jako minister wchodził w skład czterech lewicowych rządów, którymi kierowali Laurent Fabius, Michel Rocard, Édith Cresson i Pierre Bérégovoy. Zajmował stanowiska ministra pracy, zatrudnienia i szkoleń zawodowych (od lipca 1984 do marca 1986), ministra spraw socjalnych (od maja do czerwca 1988), następnie kolejno ministra transportu i gospodarki morskiej (do lutego 1989), ministra infrastruktury, mieszkalnictwa, transportu i gospodarki morskiej (do grudnia 1990), ministra stanu i ministra spraw miejskich (do kwietnia 1992), ministra stanu i ministra służby publicznej (do marca 1993).
Od 1986 do 2002 zasiadał w radzie regionu Nord-Pas-de-Calais, od 1998 do 2001 był przewodniczącym rady. W 1989 po raz pierwszy wybrano go na urząd mera Dunkierki, w 1995, 2001 i 2008 uzyskiwał reelekcję, zajmując to stanowisko do 2014.
Sprawował mandat poselski w okresie 1986–1988 i 1997–1998. W 2002 i 2007 ponownie był wybierany w skład Zgromadzenia Narodowego XII i XIII kadencji z departamentu Nord. Od 2006 do 2008 był przewodniczącym Komitetu Regionów, następnie objął stanowisko pierwszego wiceprzewodniczącego. W 2011 wybrany w skład Senatu, w którym zasiadał do 2017.